# Rúfusz
A Rúfusz a latin Rufinus név rövidülése, jelentése: vörös, vöröses hajú. Női párja: Rufina.

## Gyakorisága
Az 1990-es években szórványos név, a 2000-es években nem szerepel a 100 leggyakoribb férfinév között.

## Névnapok
- november 21.[2]
- december 28.[2]

## Idegen nyelvi megfelelői
- Rufus (angol)

## Híres Rúfuszok
- Rufus King amerikai szenátor
- Rufus Sewell angol színész
- Rufus Thomas amerikai énekes
- Rufus Wainwright, kanadai-amerikai énekes, dalszerző, zeneszerző
- Béres László Rúfusz, magyar e-sportoló, streamer